# Матаба
Матаба је била једна од основних ћелија револуционарних комитета у Великој Социјалистичкој Народној Либијској Арапској Џамахирији.
Некадашњи либијски вођа Муамер ел Гадафи, творац матаба, описао их је на сљедећи начин:
Лингвистички, то је најчасније мјесто. Револуционарно, то је штаб гдје се револуционарне снаге налазе да организују своје дневне, недјељне, мјесечне и годишње планове. (Сусрети и разговори помажу свима да постану самосвјесни.) А опет, политички, то је склониште, уточиште и „melting pot”, то је простор слободне земље гдје се одржавају састанци активиста, слободних побуњеника, љубитеља мира и слободе, угњетаних и ускраћених људи нашег свијета.
Назив Ел Матаба (Al Mathaba) користио се и за тзв. Антиимперијалистички центар (енгл. Anti-Imperialism Center, AIC) који се доводио у везу са подржавањем терористичких група, а који је био финансиран од стране либијске владе. Данас, назив Mathaba користи један веб-портал.